# 對稱始海星介
對稱始海星介（学名：Propontocypris symmetrica）为海星介科始海星介屬下的一个种。